# SHI Stadium
O SHI Stadium é um estádio localizado em Piscataway, Nova York, Estados Unidos, possui capacidade total para 52.454 pessoas, é a casa do time de futebol americano universitário Rutgers Scarlet Knights da Universidade Rutgers-New Brunswick. O estádio foi inaugurado em 1993.